# مانی این د بنک (۲۰۱۸)
مانی این د بنک (۲۰۱۸) (به انگلیسی: (2018) Money in the Bank) یک رویداد غیر رایگان (Pay-Per-View) در کشتی حرفه‌ای است که توسط کمپانی دبلیودبلیوئی و برای برندهای راو و اسمک‌داون تهیه می‌شود و این دوره‌اش هم در ۱۷ ژوئن ۲۰۱۸ و در مجموعه ورزشی آل‌استیت ارینا شهر رُزمُنت، ایلینوی برگزار خواهد شد.wwe این رویداد نهمین رویداد با نام مانی این د بنک است.

## زمینه‌سازی
مانی این د بنک شامل مسابقاتی بین دشمنی‌های موجود، ماجراهای پیش آمده و استوری‌هایی خواهد بود که پیش از این در برنامه‌های مختلف دبلیودبلیوئی پخش شده بود. کشتی‌گیرها با توجه به مسابقات یا سری اتفاقاتی که برایشان رخ می‌دهد و تنش را به حد اکثر می‌رساند، نقش منفی یا قهرمان به خود می‌گیرند.

## مسابقات ثبت شده
{{Pro Wrestling results table
|times   = 
|future  = yes
|match1  = الکسا بلیس پیروز مقابل شارلوت فلر مقابل بکی لینچ مقابل امبر مون مقابل ناتالیا مقابل لانا مقابل نیومی مقابل ساشا بنکس
|stip1   = مسابقه نردبان مانی این د بنک برای بدست آوردن قرارداد مسابقه کمربند زنان راو یا اسمک‌داون
|time1   = 
|match2  = براون استرومن پیروز مقابل  فین بَلر مقابل د میز مقابل روسف مقابل بابی رود مقابل کوین اونز مقابل (بیگ ای، کوفی کینگستون یا زیویر وودز) مقابل ساموآ جو
|stip2   = مسابقه نردبان مانی این د بنک برای بدست آوردن قرارداد مسابقه کمربند دبلیودبلیوئی یا کمربند یونیورسال
|time2   =
|match3  = ای‌جی استایلز (c)پیروز مقابل شینسوکه ناکامورا
|stip3   = مسابقه آخرین فرد باقی‌مانده برای قهرمانی کمربند دبلیودبلیوئی قهرمانی جهان
|time3   =
|match4  = نایا جکس (c) مساوی مقابل روندا رزی
|stip4   = مسابقه تک نفره برای قهرمانی کمربند زنان راو
|time4   =
|match5  = الکسا بلیس پیروز مقابل نایا جکس (c)
|stip5   = مسابقه تک نفره برای قهرمانی [[کمربند زنان راو "با کش کردن کیف مانی این د بنک توسط الکسا بلیس]]
|match6  = کارملا (c) پیروز مقابل آسکا
|stip6   = مسابقه تک نفره برای قهرمانی کمربند زنان اسمک‌داون
|time5   =
|match7  = رومن رینز پیروز مقابل جیندر ماهال
|stip7   = مسابقه تک نفره
|time6   =
|match8  = د بلاجن برادرز (هارپر و روئن) (c) پیروز مقابل لوک گالوس و کارل اندرسون
|stip8   = مسابقه تگ تیم  برای قهرمانی کمربند تگ تیم اسمک‌داون
|time7   =
|match9  = بابی لشلی پیروز مقابل سمی زین
|stip9   = مسابقه تک نفره
|time8   =
|match10 = سث رالینز (c) پیروز مقابل الایس
|stip10  =  مسابقه تک نفره برای قهرمانی کمربند بین قاره‌ای
|match10 = دنیل براین پیروز مقابل بیگ کس
|stip11 = مسابقه تک نفره
|time10 =
}}